# Cannelure (architecture)

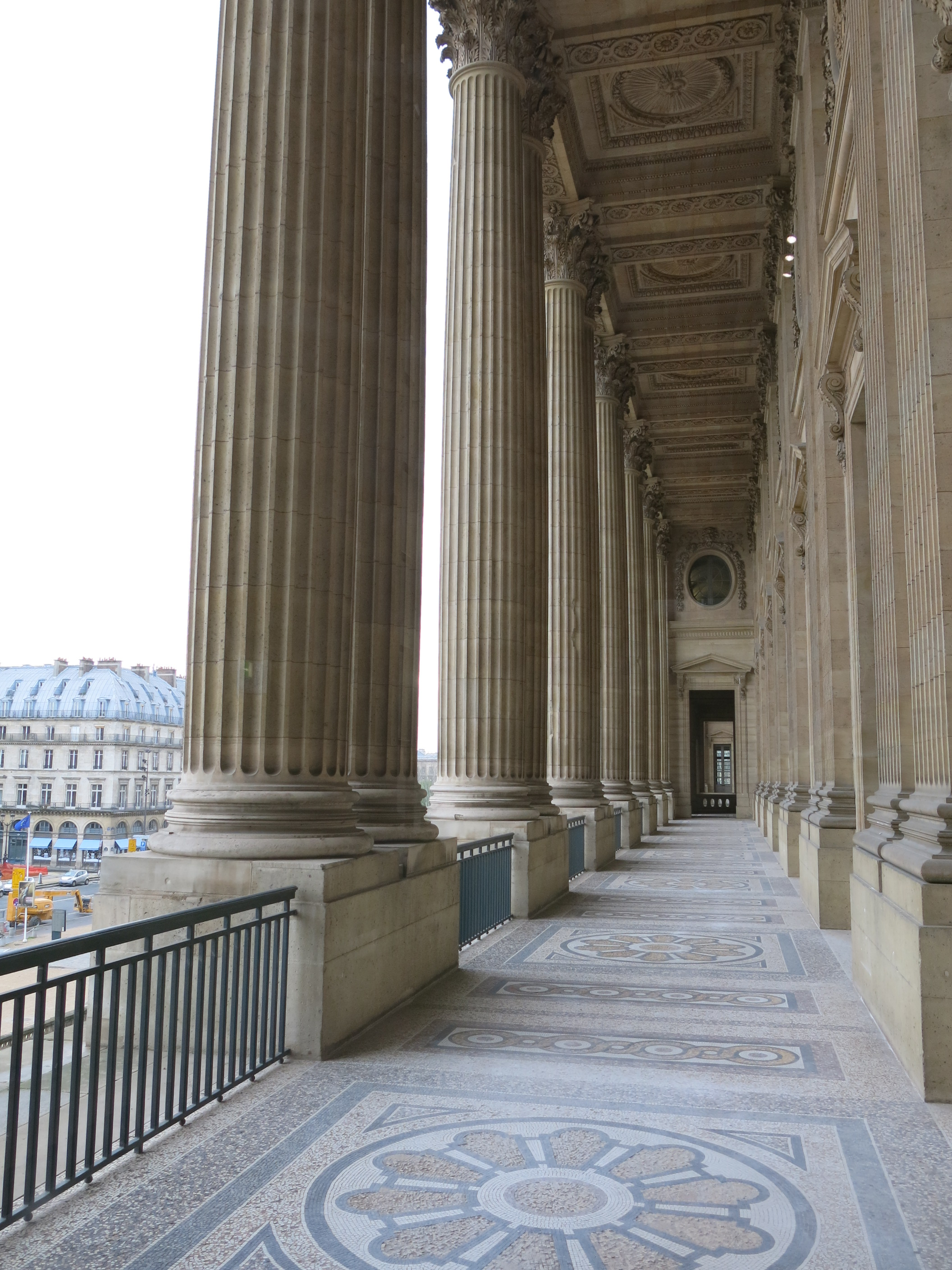
Colonnes corinthiennes à cannelures séparées par des listels (grande colonnade du Louvre).

En architecture, les cannelures sont des sillons, ou des moulures verticales, réalisés sur le fût d'une colonne. Selon Vitruve, elles auraient pour origine les plis des vêtements féminins grecs.
Dans le style classique, les cannelures sont utilisées dans les ordres dorique, ionique et corinthien, mais pas dans l'ordre toscan où les colonnes peuvent, en revanche, être ornées de bossages. Les cannelures ont un profil en demi-cercle ou arc de cercle et sont séparées par des moulures à profil en demi-rectangle (listels). Elles peuvent être garnies, sur leur tiers inférieur, de rudentures.

Les cannelures dans les ordres architecturaux classiques.